# Osiedle Słoneczne (Szczecin)
Osiedle Słoneczne – osiedle administracyjne Szczecina, będące jednostką pomocniczą miasta, położone w południowo-wschodnim Szczecinie, w dzielnicy Prawobrzeże, w kwartale ulic: Struga, Łubinowa, Przelotowa, od zachodu tory kolejowe. Budowę osiedla rozpoczęto w 1974.
Według danych z 4 maja 2010 w osiedlu na pobyt stały zameldowanych było 14 088 osób.

## Zabudowa
Osiedle zaprojektowane przez zespół R. Cerebież-Tarabickiego pobudowano na gruntach ornych osiedla Krzekoszów. Zabudowę tworzą bloki mieszkalne 5- i 13-kondygnacyjne, w oryginalnym układzie urbanistycznym. Budynki niższe tworzą ciągi łuków i jakby kręgów, wewnątrz których budynki wyższe na rzutach trzech 3-ramiennych gwiazd.

## Infrastruktura
W północno-zachodniej części osiedla hala Międzynarodowych Targów Szczecińskich, zajezdnia autobusowa SPA „Dąbie” i stacja benzynowa. Nieco dalej na wschód remiza strażacka, Centrum Handlowe Helios i Sanktuarium Matki Bożej Fatimskiej przy Parafii Niepokalanego Serca NMP. W bliskim sąsiedztwie, przy ul. Rydla, urząd pocztowy, III Urząd Skarbowy, banki, filia Urzędu Miejskiego (m.in. z Wydziałem Komunikacji) oraz siedziba Szczecińskiej Spółdzielni Mieszkaniowej „Dąb”.
Na północnych obrzeżach, częściowo na terenach sąsiednich osiedli, centra handlowe z licznymi hipermarketami.

## Samorząd mieszkańców
Rada Osiedla Słoneczne liczy 15 członków. W wyborach do rad osiedli 20 maja 2007 roku udział wzięło 416 głosujących, co stanowiło frekwencję na poziomie 3,33%.
Samorząd osiedla Słoneczne został ustanowiony w 1990 roku.

## Oświata
- Żłobek Miejski nr 2 „Słoneczko”, ul. Kostki Napierskiego 6c
- Przedszkole Publiczne nr 9 „Słoneczna Dziewiątka”, ul. Kostki Napierskiego 13
- Przedszkole nr 62 „Baśniowe”, ul. Jasna 74
- Przedszkole Niepubliczne „Uśmiech”, ul. Jasna 113
- Przedszkole Niepubliczne „Nutka” ul. Jasna 103b
- Szkoła Podstawowa nr 37 im. kpt. żw. Antoniego Ledóchowskiego, ul. Rydla 6
- Szkoła Podstawowa i Liceum Ogólnokształcące z Oddziałami Sportowymi w Centrum Kształcenia Sportowego, ul. Rydla 49
- Zespół Szkół Prywatnych Słoneczne (Szkoła Podstawowa), ul. Rydla 5

## Komunikacja
- na północy osiedla główna arteria Szczecina, droga krajowa nr 10 (ul. Struga), przy której przystanki autobusowe PKS.
- 1,5 km na północ stacja kolejowa Szczecin Dąbie.
- komunikację miejską zapewniają autobusy linii dziennych: A, B, 54, 65, 66, 73, 77, 79, 84, 91, 93, 96, 97 oraz nocne: 531, 532 i 534[9].

## Rekreacja
W środku osiedla Rubinowy Staw, przy którym Pomnik Niepodległości, wokół zieleń i wytyczone alejki z ławkami.
Na południu Park Leśny Klęskowo i Szczeciński Park Krajobrazowy „Puszcza Bukowa”.

## Galeria

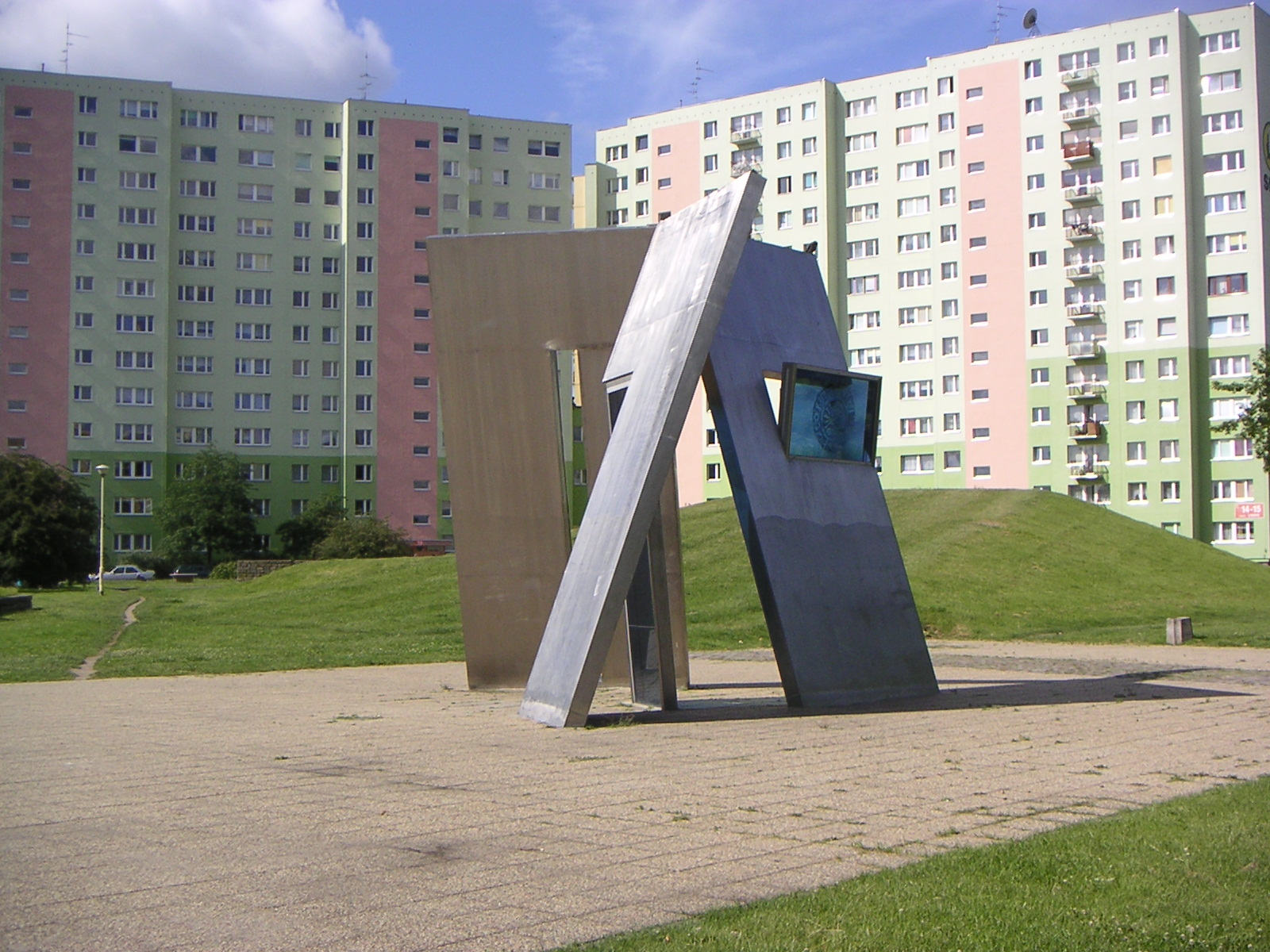
Pomnik Niepodległości
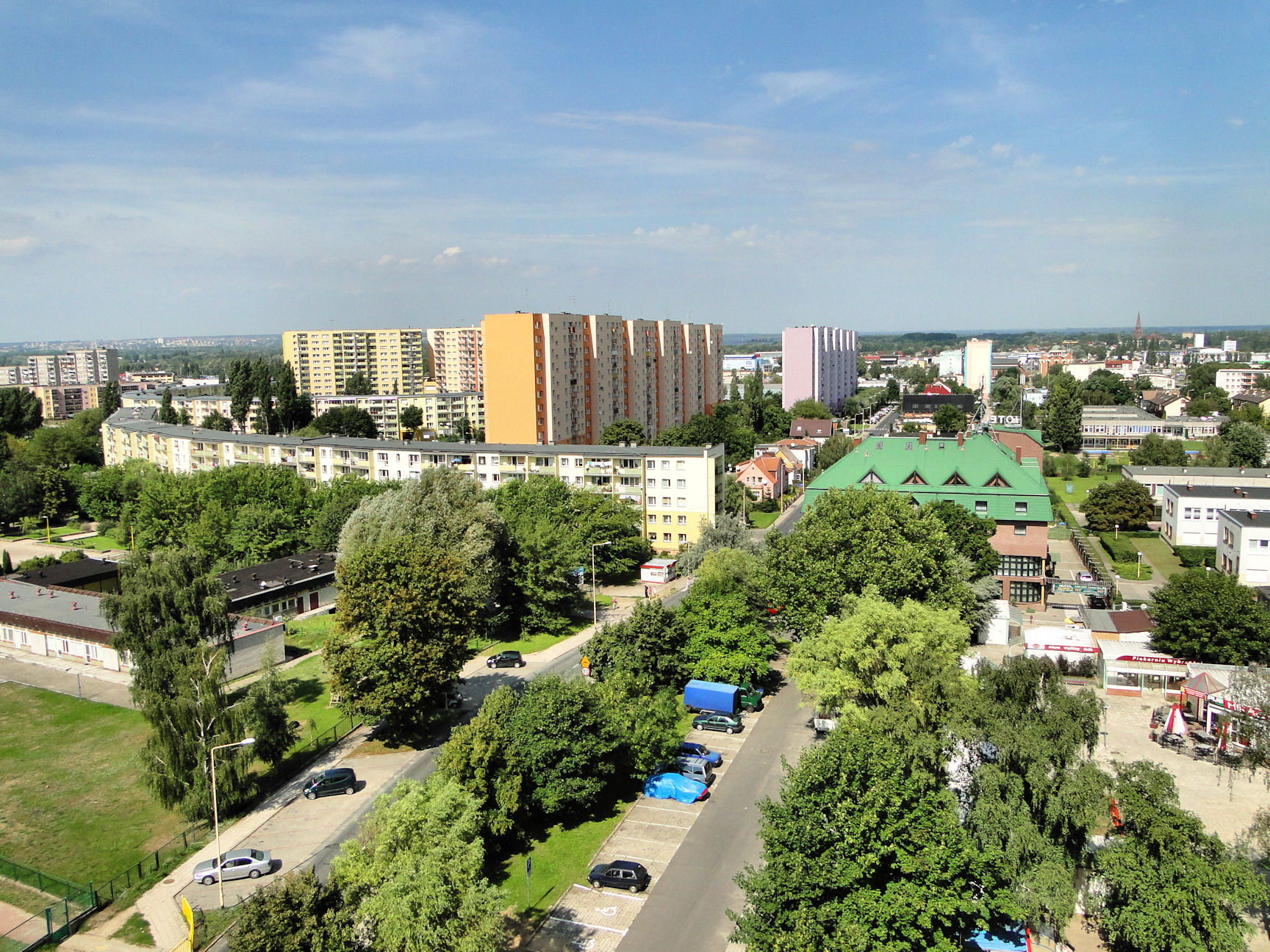
Widok z lotu ptaka
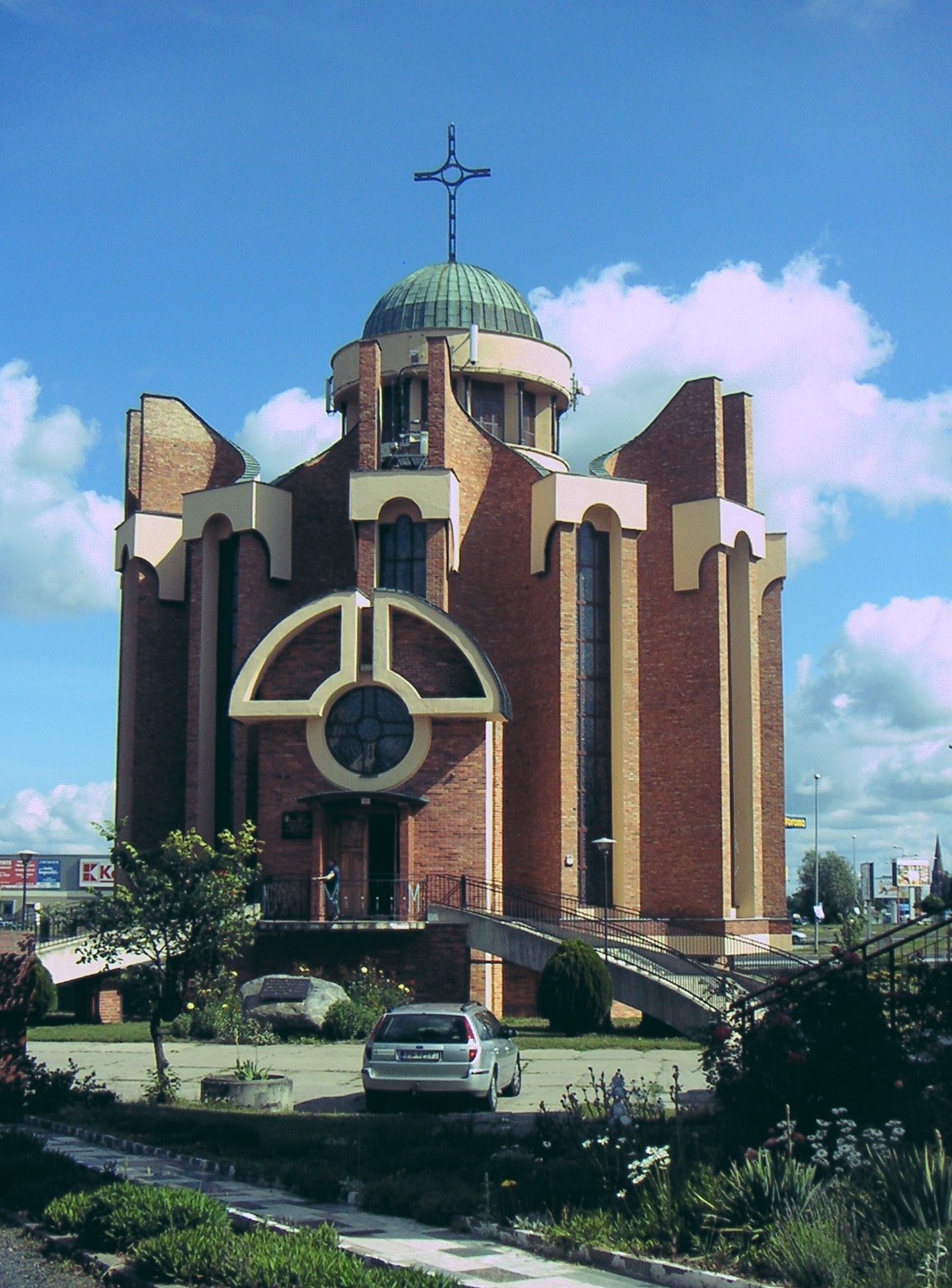
Sanktuarium Matki Bożej Fatimskiej
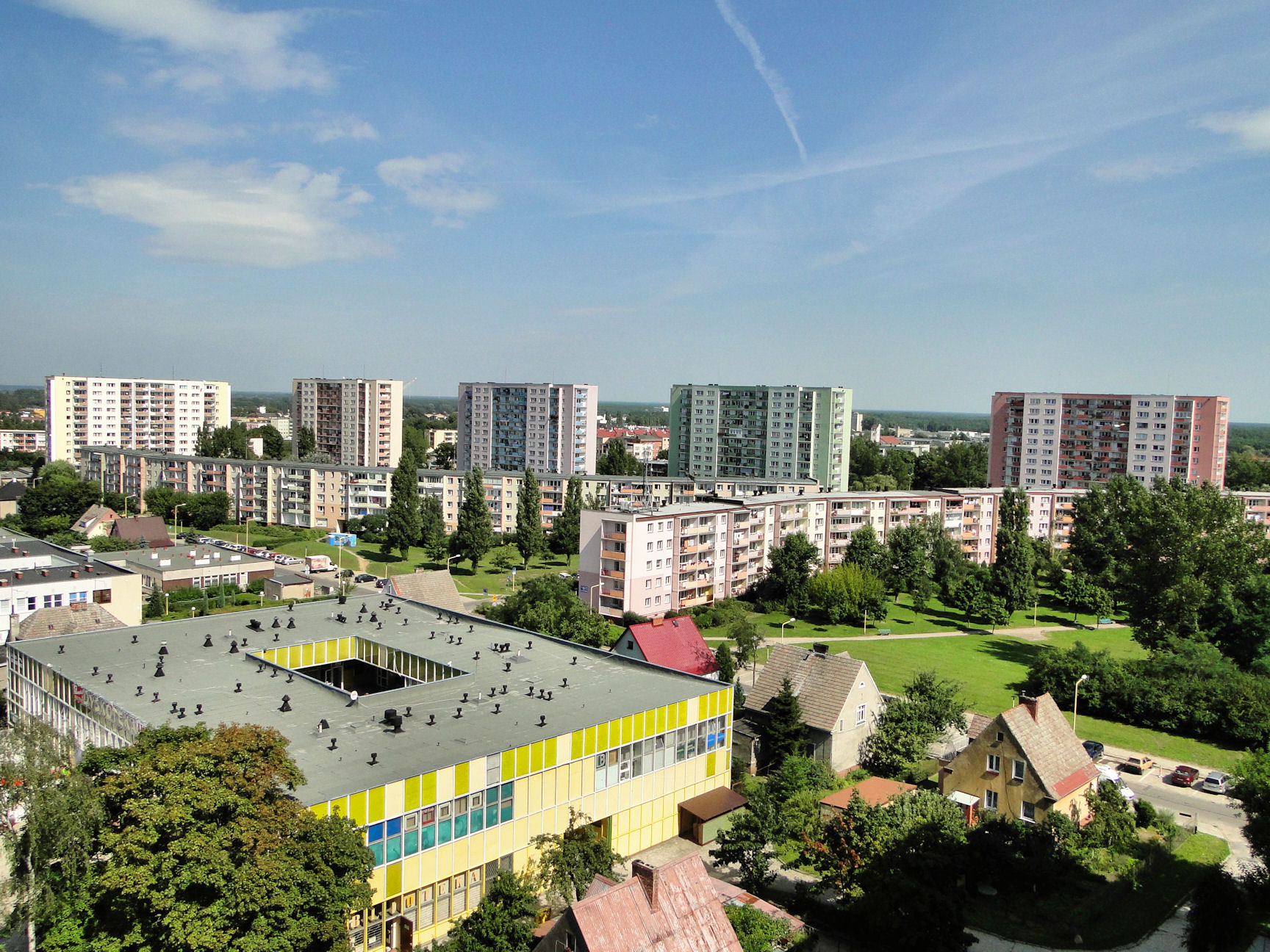
Widok z lotu ptaka
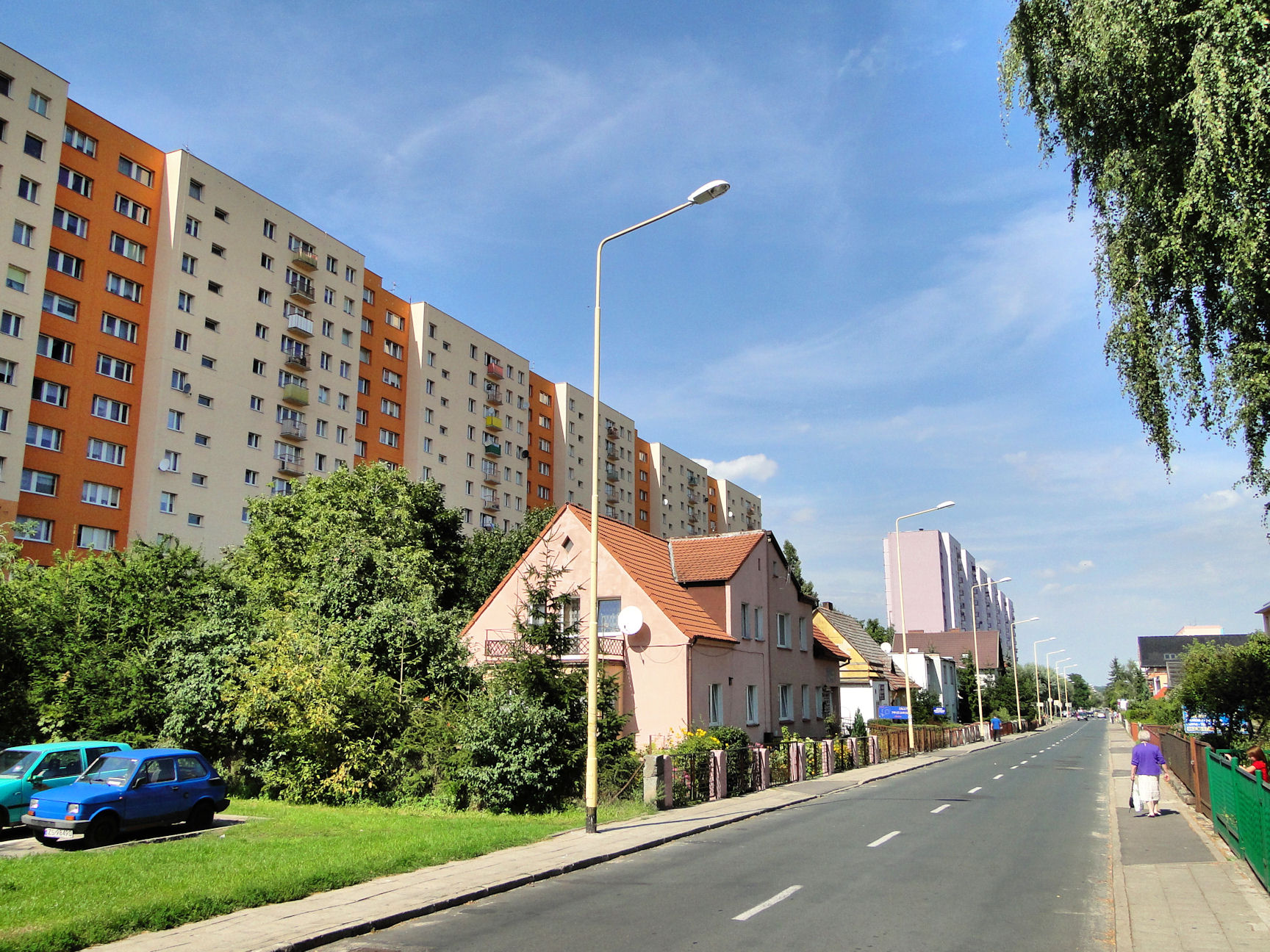
Stara i nowa zabudowa
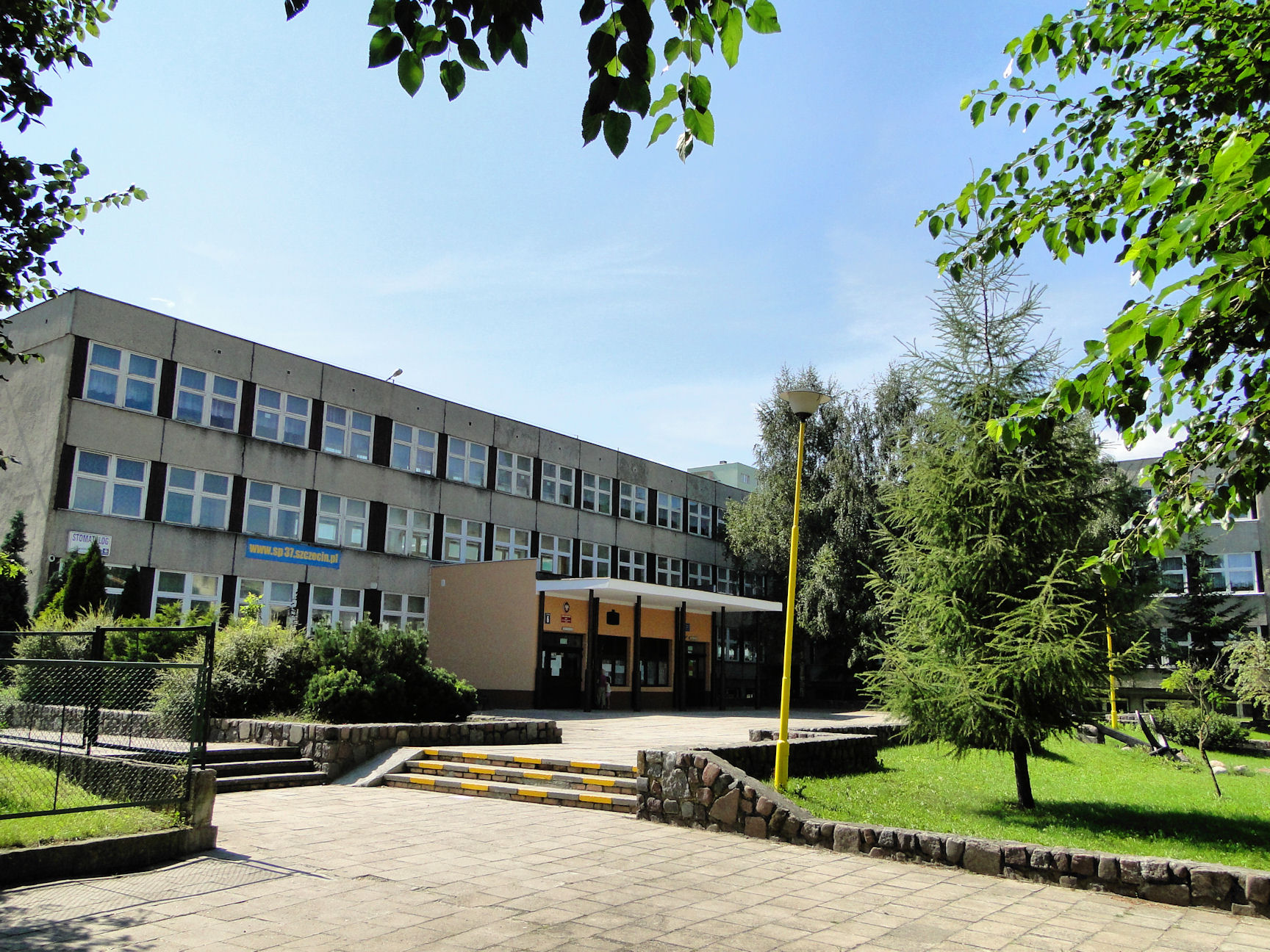
Szkoła
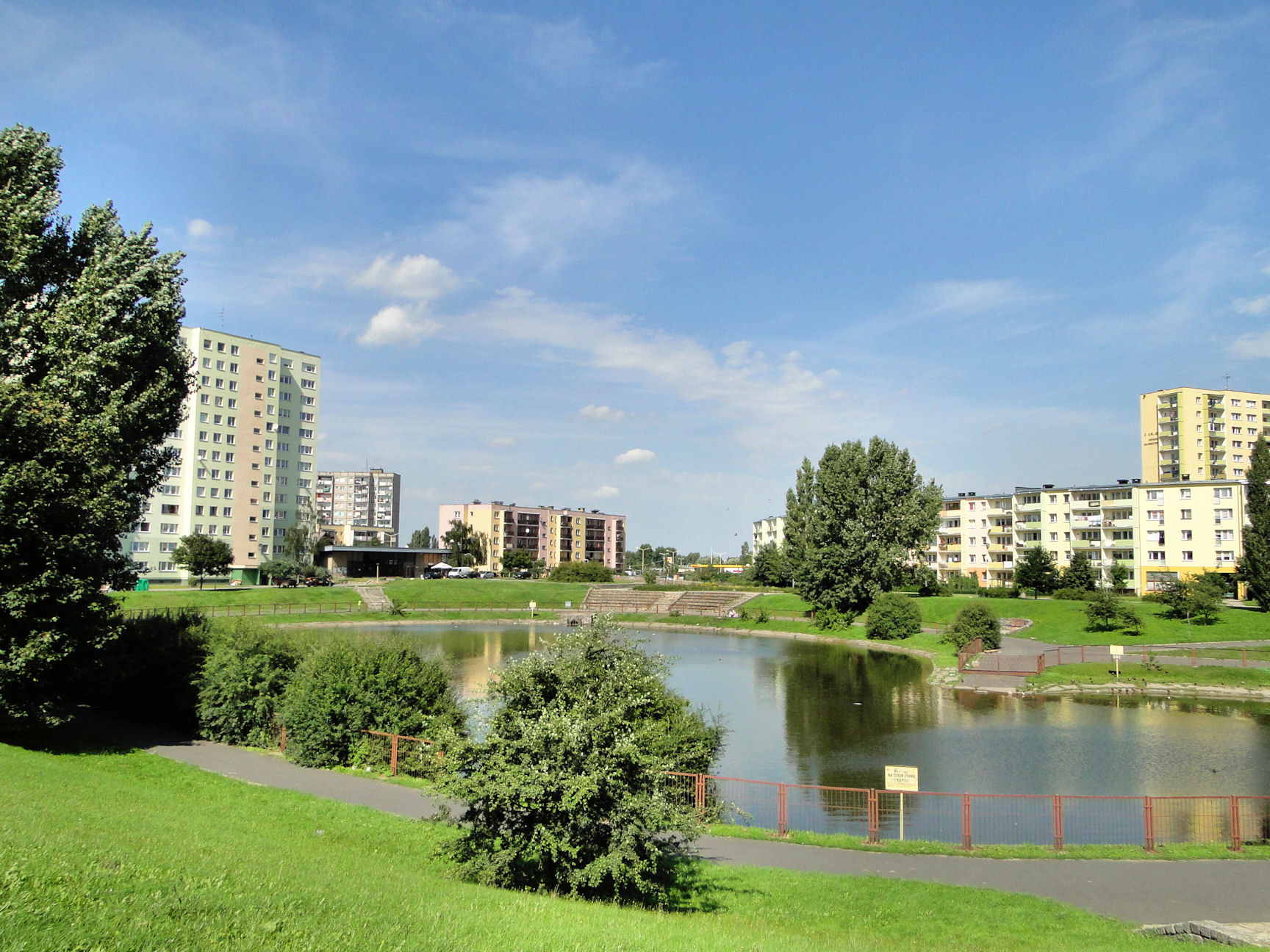
Rubinowy Staw